# Георг фон Гертлінг
Барон Георг фон Гертлінг (нім. Georg von Hertling; 31 серпня 1843, Дармштадт — 4 січня 1919, Рупольдінг, Баварія) — німецький філософ і державний діяч. Рейхсканцлер Німеччини в період Української Держави.

## Біографія
Професор філософії Мюнхенського університету імені Людвіга Максиміліана. Член партії Центра. В 1875–1890 та 1896–1912 рр. — депутат Рейхстагу, в 1909–1912 рр. очолював фракцію партії Центра в рейхстазі. Міністр-президент Баварії у 1912–1917 рр.
з 1 листопада 1917 по 30 вересня 1918 рр. — рейхсканцлер. Підписав з Брестський мир.
5 вересня 1918 року вів переговори з гетьманом Павлом Скоропадським, послом України в Німеччині бароном Федором Штейнгелем, заступником Міністра закордонних справ Української Держави Олександром Палтовим.
Внучатий племінник Беттіни фон Арнім і Клеменса Брентано.

## Автор праць
- Über die Grenzen der mechanischen Naturerklärung, 1875;
- Albertus Magnus, 1880;
- John Locke und die Schule von Cambridge, 1892;
- Das Prinzip des Katholizismus und der Wissenschaft, 1899;
- Augustin, 1902;
- Recht, Staat und Gesellschaft, 1906;
- Erinnerungen, 3 Bde., 1919—1921.